# Ante Aralica
Ante Aralica (Zagabria, 23 luglio 1996) è un calciatore croato, attaccante della Lokomotiv Sofia.

## Carriera
Aralica ha iniziato la sua carriera nel Lučko e ha fatto il suo debutto in prima squadra nell'agosto 2014, all'età di 18 anni. Nella sua prima stagione ha segnato sei volte in 24 presenze nel campionato di seconda divisione croata.
Nel giugno 2015, Aralica è entrato a far parte della Lokomotiva Zagabria, squadra di massima serie croata, e successivamente è stato girato in prestito al Lučko, Sesvete e Rudeš prima di trasferirsi definitivamente ai bulgari del Lokomotiv Plovdiv nel gennaio 2018.

## Statistiche

### Presenze e reti nei club
Statistiche aggiornate al 28 luglio 2025.
| Stagione                 | Squadra                  | Campionato               | Campionato | Campionato | Coppe nazionali | Coppe nazionali | Coppe nazionali | Coppe continentali | Coppe continentali | Coppe continentali | Altre coppe | Altre coppe | Altre coppe | Totale | Totale |
| Stagione                 | Squadra                  | Comp                     | Pres       | Reti       | Comp            | Pres            | Reti            | Comp               | Pres               | Reti               | Comp        | Pres        | Reti        | Pres   | Reti   |
| ------------------------ | ------------------------ | ------------------------ | ---------- | ---------- | --------------- | --------------- | --------------- | ------------------ | ------------------ | ------------------ | ----------- | ----------- | ----------- | ------ | ------ |
| 2014-2015                | Lučko                    | 2. HNL                   | 23         | 5          | CC              | 1               | 0               | -                  | -                  | -                  | -           | -           | -           | 24     | 5      |
| 2015-gen. 2016           | Lučko                    | 2. HNL                   | 17         | 2          | CC              | 0               | 0               | -                  | -                  | -                  | -           | -           | -           | 17     | 2      |
| Totale Lučko             | Totale Lučko             | Totale Lučko             | 40         | 7          |                 | 1               | 0               |                    | -                  | -                  |             | -           | -           | 41     | 7      |
| gen.-giu. 2016           | Lokomotiva Zagabria      | 1. HNL                   | 6          | 1          | CC              | 0               | 0               | -                  | -                  | -                  | -           | -           | -           | 6      | 1      |
| 2016-feb. 2017           | Sesvete                  | 2. HNL                   | 15         | 4          | CC              | 0               | 0               | -                  | -                  | -                  | -           | -           | -           | 15     | 4      |
| feb.-giu. 2017           | Rudeš                    | 2. HNL                   | 13         | 0          | CC              | 0               | 0               | -                  | -                  | -                  | -           | -           | -           | 13     | 0      |
| 2017-gen. 2018           | Rudeš                    | 1. HNL                   | 5          | 1          | CC              | 2               | 0               | -                  | -                  | -                  | -           | -           | -           | 7      | 1      |
| Totale Rudeš             | Totale Rudeš             | Totale Rudeš             | 18         | 1          |                 | 2               | 0               |                    | -                  | -                  |             | -           | -           | 20     | 1      |
| gen.-giu. 2018           | Lokomotiv Plovdiv        | PL                       | 14         | 3          | CB              | 0               | 0               | -                  | -                  | -                  | -           | -           | -           | 14     | 3      |
| 2018-2019                | Lokomotiv Plovdiv        | PL                       | 22         | 4          | CB              | 6               | 1               | -                  | -                  | -                  | -           | -           | -           | 28     | 5      |
| 2019-2020                | Lokomotiv Plovdiv        | PL                       | 25         | 5          | CB              | 5               | 0               | UEL                | 4                  | 0                  | SB          | 1           | 0           | 35     | 5      |
| 2020-gen. 2021           | Lokomotiv Plovdiv        | PL                       | 10         | 1          | CB              | 0               | 0               | UEL                | 2                  | 0                  | SB          | 1           | 0           | 13     | 1      |
| Totale Lokomotiv Plovdiv | Totale Lokomotiv Plovdiv | Totale Lokomotiv Plovdiv | 71         | 13         |                 | 11              | 1               |                    | 6                  | 0                  |             | 2           | 0           | 90     | 14     |
| gen.-giu. 2021           | Hermannstadt             | L1                       | 15+1       | 0          | CR              | 0               | 0               | -                  | -                  | -                  | -           | -           | -           | 16     | 0      |
| 2021-2022                | Vllaznia                 | KS                       | 34         | 10         | CA              | 7               | 4               | UECL               | 0                  | 0                  | SA          | 1           | 0           | 42     | 14     |
| 2022-2023                | Vllaznia                 | KS                       | 9          | 1          | CA              | 3               | 1               | UECL               | 2                  | 0                  | SA          | 1           | 0           | 15     | 2      |
| Totale Vllaznia          | Totale Vllaznia          | Totale Vllaznia          | 43         | 11         |                 | 10              | 5               |                    | 2                  | 0                  |             | 2           | 0           | 57     | 16     |
| 2023-2024                | Wieczysta Cracovia       | 3L                       | 4          | 0          | CP              | 1               | 0               | -                  | -                  | -                  | -           | -           | -           | 5      | 0      |
| 2024-2025                | Lokomotiv Sofia          | PL                       | 24         | 16         | CB              | 1               | 0               | -                  | -                  | -                  | -           | -           | -           | 25     | 16     |
| 2025-2026                | Lokomotiv Sofia          | PL                       | 2          | 1          | CB              | 0               | 0               | -                  | -                  | -                  | -           | -           | -           | 2      | 1      |
| Totale Lokomotiv Sofia   | Totale Lokomotiv Sofia   | Totale Lokomotiv Sofia   | 26         | 17         |                 | 1               | 0               |                    | -                  | -                  |             | -           | -           | 27     | 17     |
| Totale carriera          | Totale carriera          | Totale carriera          | 238+1      | 54+0       |                 | 26              | 6               |                    | 8                  | 0                  |             | 4           | 0           | 277    | 60     |

## Palmarès

### Club

#### Competizioni nazionali
- Coppa di Bulgaria: 2

Lokomotiv Plovdiv: 2018-2019, 2019-2020
- Supercoppa di Bulgaria: 1

Lokomotiv Plovdiv: 2020
- III liga: 1

Wieczysta Cracovia: 2023-2024